# Union des Partis Moderés
Union des Partis Moderés är ett konservativt, franskspråkigt parti i Vanuatu. Partiledare är Rialuth Serge Vohor.

## Valresultat
- 12 mandat, 1998
- 15 mandat, 2002
- 9 mandat, 2004